# Elm Creek (Nebraska)
Elm Creek je selo u američkoj saveznoj državi Nebraska. Prema popisu stanovništva iz 2010. u njemu je živjelo 901 stanovnika.